# Pentila ras
Pentila ras är en fjärilsart som beskrevs av Talbot 1935. Pentila ras ingår i släktet Pentila och familjen juvelvingar. Inga underarter finns listade i Catalogue of Life.